# Битка код Чалковаца
Битка код Чакловаца вођена је 1. септембра 1595. године између турске и хрватске војске. Завршена је поразом турске војске.

## Битка
Командант Славонске крајине, Херберштајн, упао је августа 1595. године у део Славоније којег су држали Турци. Заузео је више места и угрозио Церник у намери да омогући хришћанима пакрачког санџака да се преселе у слободан део Славоније. Санџаку су из Костајнице пристигла турска појачања и у боју код Чакловаца доживеле пораз од крајишких трупа. Пораз код Чакловаца довео је до устанка хришћана у пакрачком и пожешком санџаку и привременог ослобођења већег броја села.